# Tân Yên, Tràng Định
Tân Yên là một xã thuộc huyện Tràng Định, tỉnh Lạng Sơn, Việt Nam.
Xã Tân Yên có diện tích 68,3 km², dân số năm 1999 là 877 người, mật độ dân số đạt 13 người/km².
Theo thống kê năm 2019, xã Tân Yên có diện tích 68,3 km², dân số là 1.009 người, mật độ dân số đạt 15 người/km².